# 中国能源建設
中国能源建設股份有限公司（ちゅうごくのうげんけんせつ-こふんゆうげんこうし、英文名称：China Energy Engineering Corporation Limited、簡体字：中国能源建设股份有限公司）は、中華人民共和国の中央企業の中国能源建設集団有限公司（China Energy Engineering Group Co., Ltd.）の子会社である。中国の企業国有資産法は、国有資本が持分の過半数を有し支配を受ける会社を国有資本控股公司（国有資本による従属会社）としており、当社はそれに該当する。香港証券取引所に上場する公開会社である。
組織形態として持株会社制を採用しており、傘下の企業は電力インフラ、利水・治水施設、交通インフラ、その他の産業・生活インフラの建設ならびに電力インフラの測量、設計、コンサルティングを主な事業としている。また電力インフラ向けの機器の設計、製造、販売ならびに民生用爆薬、セメントの製造、販売ならびに電力、交通、その他の産業・生活インフラへの投資と運営、不動産開発も手掛ける。
世界の建設エンジニアリングの動向について情報提供するENRによると、自国と海外の事業を合わせた収益合計を指標とした 「2017 Top 250 Global Contractors」において中国能源建設股份有限公司は第11位であった。
また自国を除いた海外事業からの収益合計を指標とした「2017 Top 250 International Contractors」において中国能源建設股份有限公司は第27位であった。

## 沿革
- 1970年、葛洲ダム建設プロジェクトを指揮する「330工程指揮部」が、人民解放軍武漢軍区と湖北省革命委員会の指導のもとに設立される。1974年7月1日に「330工程局」と改称し、更に1982年10月に「長江葛洲壩工程局」に改称する。当組織は「中国葛洲壩集団公司（中国語版）」の前身である。
- 1975年、「水利電力部（中国語版）規劃設計管理局」が設立される。当組織は「中国電力工程顧問集団公司」の前身である。

- 1994年6月、長江葛洲壩工程局は、「中国葛洲壩水利水電工程集団公司」に改称する。
- 1997年1月、政企分離が実施され全国の電力事業を統括する「国家電力公司（中国語版）」が創設される。
- 1997年4月8日、「中国葛洲壩水利水電工程集団公司」が発起人となり「中国葛洲壩集団股份有限公司（中国語版）」が設立される。
- 1997年5月21日、中国葛洲壩集団股份有限公司が上海証券取引所にA株銘柄として上場される。
- 2003年6月10日、中国葛洲壩水利水電工程集団公司を基に「中国葛洲壩集団公司」が設立される。
- 2003年8月12日、国家電力公司傘下の中国電力工程顧問（集団）有限公司を基に「中国電⼒⼯程顧問集団公司」が設立される。
- 2007年、中国葛洲壩集団公司は中国葛洲集団壩股份有限公司の株式の過半以上を保有し同社を子会社化する。
- 2011年9月29日、「中国葛洲壩集団公司」および「中国電⼒⼯程顧問集団公司」、並びに「国家電網公司」および「中国南方電網有限責任公司」の傘下の送配電インフラの測量、設計、施工、設備の製造を行う企業を整理統合し、当社（中国能源建設股份有限公司）の親会社である「中国能源建設集団有限公司」が設立される。中国葛洲壩集団公司および中国電⼒⼯程顧問集団公司は、中国能源建設集団有限公司の子会社となる。
- 2014年12月19日、中国能源建設集団有限公司が筆頭発起人となり当社を設立する。
- 2015年12月10日、中国能源建設股份有限公司は、香港証券取引所のメインボードに上場する。

## 電力産業を主管する当局の変遷
- 1958年、水利部および電力工業部（中国語版）が合併し、水利電力部（中国語版）が創設される。
- 1979年、水利電力部は再び水利部および電力工業部に分割される。
- 1982年、分割された水利部および電力工業部は合併し再び水利電力部が創設される。
- 1988年、水利電力部は廃止され再び水利部が創設される。電力政策および事業は同年に新設された能源部に移管される。
- 1993年、電力政策および事業は再び創設された電力工業部に移管される。
- 1998年、電力工業部は廃止され、電力政策および規制は「国家経済貿易委員会（中国語版）電力局」に移管される。
- 2002年、電力政策は「国家発展改革委員会能源局」、電力規制は「国家電力監管委員会（中国語版）」に移管される。
- 2008年、国家発展改革委員会能源局は外局の「国家能源局（中国語版）」として分離される。
- 2013年、国家電力監管委員会は廃止され、機能と職責は国家能源局に移管される。

## 親会社との収益合計の比
中国企業連合会、中国企業家協会が2017年9月に発表した「中国企業トップ500」によれば、2016年の中国能源建設集団有限公司の収益合計は22,540,735万元であった。また中国能源建設股份有限公司の年次財務報告書によれば、同社の2016年の収益合計は222,171.03百万元であった。よって2016年の中国能源建設股份有限公司と中国能源建設集団有限公司の収益合計の比は、98.56%となる。なお、中国能源建設集団有限公司の連結関係会社間の取引に伴う収益合計の調整は行っていない。

## 主な事業
2017年度財務報告書によると、セグメント区分は、以下の通り。
- 建設請負事業

発電プラント（火力発電、水力発電、原子力発電、風力発電や太陽光発電などの再生可能エネルギー）、変電・送配電インフラ、利水・治水施設、交通インフラ、その他の産業・生活インフラの土木建築工事、設備工事、総合請負。ただし、発電プラントのうち、ボイラー、原動機、発電機、原子炉・原子炉格納容器・一次冷却水系統などの設備工事は担当しない。
- 測量・設計・コンサルティング事業

発電プラント（火力発電、水力発電、原子力発電、風力発電や太陽光発電などの再生可能エネルギー）、変電・送配電インフラの測量、設計。ただし、発電プラントのうち、ボイラー、原動機、発電機、原子炉・原子炉格納容器・一次冷却水系統などの設備設計は担当しない。電力産業に関する政策・計画の提案。電力プロジェクトの試験、評価、監理などのコンサルティングも行う。
- 機器製造事業

発電プラント補機（石炭粉砕ミル、自動給炭機、給水ポンプ、高圧バスダクト、電動アクチュエータ、配管プレファブリケーションなど）、電気機器（変圧器、制御盤、コンバータ、インバータ、リアクトルなど）、電設資材（電線・ケーブル、碍子、電路支持金具など）、鉄構（鉄塔、鉄柱、ビル向け鉄構、設備架台）の設計、製造、販売。
- 民生用爆薬、セメント製造事業
- 投資およびその他の事業

発電プラント、交通インフラ、水処理施設などに対する投資と運営。不動産開発関連。

2017年度財務報告書によると、セグメント別の収益および税引前利益は以下の通り。
|                        | 建設請負   | 測量・設計 ・コンサル | 機器製造 | 民生用爆薬 ・セメント製造 | 投資・その他 | 相殺消去 | 配賦不能  | 合計       |
| ---------------------- | ---------- | --------------------- | -------- | ------------------------- | ------------ | -------- | --------- | ---------- |
| 収益(百万元)           | 159,984.90 | 13,031.41             | 8,760.84 | 9,711.52                  | 42,881.45    | ―        | ―         | 234,370.11 |
| 構成比(%)              | 68.3       | 5.6                   | 3.7      | 4.1                       | 18.3         | ―        | ―         | 100.0      |
| 増減率(%)              | 3.1        | 8.3                   | △11.0    | 16.6                      | 16.4         | ―        | ―         | 5.5        |
| 寄与度(%)              | 2.2        | 0.5                   | △0.5     | 0.6                       | 2.7          | ―        | ―         | 5.5        |
|                        |            |                       |          |                           |              |          |           |            |
| セグメント利益(百万元) | 6,432.13   | 2,769.56              | 23.25    | 1,547.86                  | 2,857.57     | △166.36  | △1,508.74 | 11,955.26  |
| 構成比(%)              | 53.8       | 23.2                  | 0.2      | 12.9                      | 23.9         | ―        | ―         | 100.0      |
| 増減率(%)              | 38.2       | 24.0                  | △81.8    | 22.3                      | △11.1        | 23.5     | 7.6       | 23.9       |
| 寄与度(%)              | 18.4       | 5.5                   | △1.1     | 2.9                       | △3.7         | 0.5      | 1.3       | 23.9       |
|                        |            |                       |          |                           |              |          |           |            |
| セグメント利益率(%)    | 4.0        | 21.3                  | 0.3      | 15.9                      | 6.7          | ―        | ―         | 5.1        |

注）収益は外部顧客からの収益を記した。表中の配賦不能項目には、セグメント別の分類が不可能な売上原価、その他の収入、販売費、管理費、研究開発費、ならびに金融収支、その他の利得と損失、合弁会社と関連会社からの持分利益が含まれる。表中の相殺消去項目は、連結内部取引に伴う収益およびセグメント利益の分を相殺する為の項目である。セグメント利益の合計の欄は連結の税引前利益とした。△はマイナスの数値。

## 収益の地理的構成
2017年度財務報告書によると、中国本土と海外事業で区分された収益は以下の通り。
|                    | 2014年     | 2015年     | 2016年     | 2017年     |
| ------------------ | ---------- | ---------- | ---------- | ---------- |
| 中国本土（百万元） | 161,140.78 | 176,270.11 | 189,345.92 | 194,560.13 |
| 構成比（%）        | 87.7       | 85.7       | 85.2       | 83.0       |
| 増減率（%）        | ―          | 9.4        | 7.4        | 2.8        |
| 寄与度（%）        | ―          | 8.2        | 6.4        | 2.3        |
|                    |            |            |            |            |
| 海外（百万元）     | 22,683.18  | 29,422.84  | 32,825.10  | 39,809.98  |
| 構成比（%）        | 12.3       | 14.3       | 14.8       | 17.0       |
| 増減率（%）        | ―          | 29.7       | 11.6       | 21.3       |
| 寄与度（%）        | ―          | 3.7        | 1.7        | 3.1        |
|                    |            |            |            |            |
| 合計（百万元）     | 183,823.96 | 205,692.95 | 222,171.03 | 234,370.11 |
| 構成比（%）        | 100.0      | 100.0      | 100.0      | 100.0      |
| 増減率（%）        | ―          | 11.9       | 8.0        | 5.5        |
| 寄与度（%）        | ―          | 11.9       | 8.0        | 5.5        |

注）△はマイナスの数値。

## 非流動資産の地理的構成
2017年度財務報告書によると、中国本土と海外事業で区分された非流動資産は以下の通り。
|                    | 2014年    | 2015年    | 2016年    | 2017年    |
| ------------------ | --------- | --------- | --------- | --------- |
| 中国本土（百万元） | 56,000.44 | 58,893.78 | 62,356.06 | 69,146.54 |
| 構成比（%）        | 97.9      | 98.7      | 97.0      | 93.5      |
| 増減率（%）        | ―         | 5.2       | 5.9       | 10.9      |
| 寄与度（%）        | ―         | 5.1       | 5.8       | 10.6      |
|                    |           |           |           |           |
| 海外（百万元）     | 1,176.47  | 751.08    | 1,923.41  | 4,793.40  |
| 構成比（%）        | 2.1       | 1.3       | 3.0       | 6.5       |
| 増減率（%）        | ―         | △36.2     | 156.1     | 149.2     |
| 寄与度（%）        | ―         | △0.7      | 2.0       | 4.5       |
|                    |           |           |           |           |
| 合計（百万元）     | 57,176.90 | 59,644.86 | 64,279.47 | 73,939.94 |
| 構成比（%）        | 100.0     | 100.0     | 100.0     | 100.0     |
| 増減率（%）        | ―         | 4.3       | 7.8       | 15.0      |
| 寄与度（%）        | ―         | 4.3       | 7.8       | 15.0      |

注）△はマイナスの数値。

## 新規受注高
2015年から2017年の会計年度財務報告書によると、事業別の新規受注高は以下の通り。
| 大分類               | 小分類                                    | 2014年[百万元]      | 2015年[百万元]          | 2016年[百万元]          | 2017年[百万元]          |
| -------------------- | ----------------------------------------- | ------------------- | ----------------------- | ----------------------- | ----------------------- |
| 建設                 |                                           | 268,345 (91.4%) (―) | 322,496 (92.1%) (20.2%) | 386,509 (94.1%) (19.8%) | 420,739 (94.8%) (8.9%)  |
|                      | 火力発電                                  | 85,690 (29.2%) (―)  | 85,305 (24.4%) (△0.4%)  | 116,465 (28.3%) (36.5%) | 118.914 (26.8%) (2.1%)  |
|                      | 水力発電                                  | 44,646 (15.2%) (―)  | 61,473 (17.6%) (37.7%)  | 46,592 (11.3%) (△24.2%) | 38,382 (8.6%) (△17.6%)  |
|                      | 原子力発電                                | 786 (0.3%) (―)      | 5,879 (1.7%) (648.0%)   | 3,887 (0.9%) (△33.9%)   | 3,342 (0.8%) (△14.0%)   |
|                      | 新エネルギー （風力発電、太陽光発電など） | 27,350 (9.3%) (―)   | 33,901 (9.7%) (24.0%)   | 57,088 (13.9%) (68.4%)  | 68,667 (15.5%) (20.3%)  |
|                      | 変電、送配電                              | 16,339 (5.6%) (―)   | 10,345 (3.0%) (△36.7%)  | 12,919 (3.1%) (24.9%)   | 14,823 (3.3%) (14.7%)   |
|                      | 電力関連以外                              | 93,536 (31.9%) (―)  | 125,592 (35.9%) (10.9%) | 149,558 (36.4%) (19.1%) | 176,611 (39.8%) (18.1%) |
| 測量・設計・コンサル |                                           | 13,296 (4.5%) (―)   | 12,296 (3.5%) (△7.5%)   | 12,127 (3.0%) (△1.4%)   | 10,901 (2.5%) (△10.1%)  |
|                      | 火力発電                                  | 4,850 (1.7%) (―)    | 4,927 (1.4%) (1.6%)     | 3,498 (0.9%) (△29.0%)   | 2,764 (0.6%) (△21.0%)   |
|                      | 水力発電                                  | 119 (0.0%) (―)      | 27 (0.0%) (△77.3%)      | 113 (0.0%) (318.5%)     | 638 (0.1%) (464.6%)     |
|                      | 原子力発電                                | 229 (0.1%) (―)      | 400 (0.1%) (74.7%)      | 461 (0.1%) (15.3%)      | 120 (0.0%) (△74.0%)     |
|                      | 新エネルギー （風力発電、太陽光発電など） | 1,013 (0.3%) (―)    | 817 (0.2%) (△19.3%)     | 939 (0.2%) (14.9%)      | 1,089 (0.2%) (16.0%)    |
|                      | 変電、送配電                              | 5,207 (1.8%) (―)    | 5,210 (1.5%) (0.1%)     | 5,788 (1.4%) (11.1%)    | 5,580 (1.3%) (△3.6%)    |
|                      | 電力関連以外                              | 1,879 (0.6%) (―)    | 914 (0.3%) (△51.4%)     | 1,330 (0.3%) (45.5%)    | 709 (0.2%) (△46.7%)     |
| 機器製造             |                                           | 11,793 (4.0%) (―)   | 15,473 (4.4%) (31.2%)   | 12,311 (3.0%) (△20.4%)  | 12,133 (2.7%) (△1.4%)   |
| 合計                 |                                           | 293,434 (100%) (―)  | 350,265 (100%) (19.4%)  | 410,947 (100%) (17.3%)  | 443,773 (100%) (8.0%)   |

注）△はマイナスの数値。

## 受注残高
2015年から2017年の会計年度財務報告書によると、事業別の受注残高は以下の通り。
|                      | 2015年[百万元]          | 2016年[百万元]          | 2017年[百万元]            |
| -------------------- | ----------------------- | ----------------------- | ------------------------- |
| 建設                 | 704,000 (95.8%) (23.4%) | 868,518 (96.3%) (23.4%) | 1,029,347 (96.8%) (18.5%) |
| 測量・設計・コンサル | 19,221 (2.6%) (0.4%)    | 23,521 (2.6%) (22.4%)   | 23,815 (2.2%) (1.2%)      |
| 機器製造             | 11,290 (1.5%) (60.8%)   | 9,982 (1.1%) (△11.6%)   | 10,521 (1.0%) (5.4%)      |
| 合計                 | 734,511 (100%) (23.1%)  | 902,021 (100%) (22.8%)  | 1,063,683 (100%) (17.9%)  |

注）△はマイナスの数値。

## 主な関係会社

### 主な子会社
測量・設計・コンサルティング・建設・民生用爆薬とセメントの販売・不動産開発
- 中国葛洲壩集団有限公司(China Gezhouba Group Corporation)、本社：湖北省武漢市
  - 中国葛洲壩集団股份有限公司(China Gezhouba Group Company Limited)、本社：湖北省武漢市、SSE: 600068

測量・設計・コンサルティング・建設
- 中国電力工程顧問集団有限公司(China Power Engineering Consulting Group Co., Ltd.)、本社：北京市
- 中国能源建設集団黒竜江省電力設計院有限公司
(China Energy Engineering Group Heilongjiang Electric Power Design Institute Co., Ltd.)、本社：黒竜江省ハルビン市
- 中国能源建設集団遼寧電力勘測設計院有限公司
(China Energy Engineering Group Liaoning Electric Power Design Institute Co., Ltd.)、本社：遼寧省瀋陽市
- 中国能源建設集団天津電力設計院有限公司
(China Energy Engineering Group Tianjin Electric Power Design Institute Co., Ltd.)、本社：天津市
- 中国能源建設集団山西省電力勘測設計院有限公司
(China Energy Engineering Group Shanxi Electric Power Design Institute Co., Ltd.)、本社：山西省太原市
- 中国能源建設集団江蘇省電力設計院有限公司
(China Energy Engineering Group Jiangsu Electric Power Design Institute Co., Ltd.)、本社：江蘇省南京市
- 中国能源建設集団浙江省電力設計院有限公司
(China Energy Engineering Group Zhejiang Electric Power Design Institute Co., Ltd.)、本社：浙江省杭州市
- 中国能源建設集団安徽省電力設計院有限公司
(China Energy Engineering Group Anhui Electric Power Design Institute Co., Ltd.)、本社：安徽省合肥市
- 中国能源建設集団湖南省電力設計院有限公司
(China Energy Engineering Group Hunan Electric Power Design Institute Co., Ltd.)、本社：湖南省長沙市
- 中国能源建設集団陝西省電力設計院有限公司
(China Energy Engineering Group Shaanxi Electric Power Design Institute Co., Ltd.)、本社：陝西省西安市
- 中国能源建設集団甘粛省電力設計院有限公司
(China Energy Engineering Group Gansu Electric Power Design Institute Co., Ltd.)、本社：甘粛省蘭州市
- 中国能源建設集団広西電力設計院有限公司
(China Energy Engineering Group Guangxi Electric Power Design Institute Co., Ltd.)、本社：広西チワン族自治区南寧市
- 中国能源建設集団新疆電力設計院有限公司
(China Energy Engineering Group Xinjiang Electric Power Design Institute Co., Ltd.)、本社：新疆ウイグル自治区ウルムチ市
- 中国能源建設集団広東省電力設計研究院有限公司
(China Energy Engineering Group Guangdong Electric Power Design Institute Co., Ltd.)、本社：広東省広州市
- 中国能源建設集団雲南省電力設計院有限公司
(China Energy Engineering Group Yunnan Electric Power Design Institute Co., Ltd.)、本社：雲南省昆明市

建設
- 中国能源建設集団黒竜江省火電第一工程有限公司
(China Energy Engineering Group Heilongjiang No.1 Thermal Power Engineering Co., Ltd.)、本社：黒竜江省ハルビン市
- 中国能源建設集団黒竜江省火電第三工程有限公司
(China Energy Engineering Group Heilongjiang No. 3 Thermal Power Engineering Co., Ltd.)、本社：黒竜江省ハルビン市
- 中国能源建設集団東北電力第一工程有限公司
(China Energy Engineering Group Northeast No. 1 Electric Power Engineering Co., Ltd.)、本社：遼寧省瀋陽市
- 中国能源建設集団東北電力第二工程有限公司
(China Energy Engineering Group Northeast No. 2 Electric Power Engineering Co., Ltd.)、本社：遼寧省大連市
- 中国能源建設集団東北電力第三工程有限公司
(China Energy Engineering Group Northeast No. 3 Electric Power Engineering Co., Ltd.)、本社：遼寧省錦州市
- 中国能源建設集団天津電力建設有限公司
(China Energy Engineering Group Tianjin Electric Power Construction Co., Ltd.)、本社：天津市
- 中国能源建設集団山西電力建設有限公司
(China Energy Engineering Group Shanxi Electric Power Construction Co., Ltd.)、本社：山西省太原市
- 中国能源建設集団江蘇省電力建設第一工程有限公司
(China Energy Engineering Group Jiangsu No. 1 Electric Power Construction Engineering Co., Ltd.)、本社：江蘇省南京市
- 中国能源建設集団江蘇省電力建設第三工程有限公司
(China Energy Engineering Group Jiangsu No. 3 Electric Power Construction Engineering Co., Ltd.)、本社：江蘇省鎮江市
- 中国能源建設集団浙江火電建設有限公司
(China Energy Engineering Group Zhejiang Thermal Power Construction Co., Ltd.)、本社：浙江省杭州市
- 中国能源建設集団安徽電力建設第一工程有限公司
(China Energy Engineering Group Anhui No.1 Electric Power Construction Engineering Co., Ltd.)、本社：安徽省合肥市
- 中国能源建設集団安徽電力建設第二工程工程有限公司
(China Energy Engineering Group Anhui No. 2 Electric Power Construction Engineering Co., Ltd.)、本社：安徽省合肥市
- 中国能源建設集団湖南省火電建設有限公司
(China Energy Engineering Group Hunan Thermal Power Construction Co., Ltd.)、本社：湖南省長沙市
- 中国能源建設集団西北電力建設工程有限公司
(China Energy Engineering Group Northwest Electric Power Construction Engineering Co., Ltd.)、本社：陝西省西安市
- 中国能源建設集団広東火電工程有限公司
(China Energy Engineering Group Guangdong Thermal Power Engineering Co., Ltd.)、本社：広東省広州市
- 中国能源建設集団広東電力工程局有限公司
(China Energy Engineering Group Guangdong Electric Power Engineering Co., Ltd.)、本社：広東省広州市
- 広西水利電力建設集団有限公司
(Guangxi Water Conservancy & Electric Power Construction Group Co., Ltd.)、本社：広西チワン族自治区南寧市
- 中国能源建設集団広西水電工程局有限公司
(China Energy Engineering Group Guangxi Hydroelectric Construction Bureau Co., Ltd.)、本社：広西チワン族自治区南寧市

機器製造
- 中国能建集団装備有限公司(China Energy Engineering Group Equipment Co., Ltd.)、本社：北京市

インフラ投資
- 中国能源建設集団投資有限公司(China Energy Engineering Group Investment Co., Ltd.)、本社：北京市

電力試験、発電所運営、電子取引、技術研究開発
- 中国能源建設集団科技発展有限公司(China Energy Engineering Group Science and Technology Development Co., Ltd.)、本社：天津市

資産管理
- 中国能源建設集団資産管理有限公司(China Energy Engineering Group Assets Management Co., Ltd.)、本社：北京市

財務
- 中国能源建設集団財務有限公司(China Energy Engineering Group Finance Co., Ltd.)、本社：北京市

### 主な合弁会社
不動産開発
- 広州市正林房地産開発有限公司(Guangzhou Zhenglin Real Estate Development Co., Ltd.)、本社：広東省広州市
- 広州市如茂房地産開発有限公司(Guangzhou Rumao Real Estate Development CO., Ltd.)、本社：広東省広州市

発電・売電
- 中電広西防城港電力有限公司(CLP Guangxi Fangchenggang Power Co., Ltd.)、本社：広西チワン族自治区防城港市

### 主な関連会社
不動産
- 武漢華潤置地葛洲壩置業有限公司(Wuhan China Resources Land Gezhouba Real Estate Co., Ltd.)、本社：湖北省武漢市

## キーワード
- パリ協定 (気候変動)
- 第十三次五カ年計画
- 消費電力